# Кремлево (Вологодская область)
Кремлево — деревня в Тарногском районе Вологодской области.
Входит в состав Тарногского сельского поселения, с точки зрения административно-территориального деления — в Шевденицкий сельсовет.
Расстояние до районного центра Тарногского Городка по автодороге — 3 км. Ближайшие населённые пункты — Алферовская, Михеевская, Слуда.
По переписи 2002 года население — 40 человек (17 мужчин, 23 женщины). Всё население — русские.